# Gerard bohóc
Goudsmit Gerard Alfons, névváltozat: Goldsmit, másként Gerárd bohóc (Odessza, 1880. augusztus 6. – Budapest, 1943. július 21.) artista.

## Életútja
Régi artistacsalád sarja, Goudsmit (Goldsmit) Gerard és Massota Julianna fiaként született. Korábban Utrecht községi, németalföldi állampolgár volt. Fiatalon bejárta a világot, s 1912-ben került Beketow cirkuszához a Városligetbe mint bohóc. Itt olyan sikert aratott, hogy úgy döntött, Magyarországon telepedett le és egyúttal a magyar állampolgárságot is felvette. 1914. október 3-án Budapesten, a Terézvárosban feleségül vette a nála 12 évvel fiatalabb Juhász Ilona artistát, Juhász János és  Körmendy Zsófia leányát. 1925. május 10-én délelőtt, a Néparénában tartott gyermekelőadásáról filmfelvétel is készült a 65. számú Magyar Híradó számára.
1. ↑  Halálesete bejegyezve a Bp. XIV. ker. állami halotti akv. 865/1943. folyószáma alatt.
2. ↑  A házasságkötés bejegyezve a Bp. VI. ker. állami házassági akv. 1543/1914. folyószáma alatt.

Halálát agyvérzés okozta.